# Desmåskrig (dokumentarfilm)
De smås krig er en dansk dokumentarfilm fra 2007 instrueret af Anna Lindenhoff Elming.

## Handling
I 1985 blev skoleelevers fagforening, Landsorganisationen af Elever (LOE) splittet ved en voldsom intern konflikt. Danmarks Kommunistiske Ungdom (DKU), havde i mange år set det som deres opgave at organisere eleverne i LOE. Men i starten af 1980'erne voksede samme interesse i Danmarks socialdemokratiske Ungdom (DSU), og da DKU ikke ville dele deres indflydelse, brød konflikten ud og blev LOEs endeligt. De danske skoleelever fik aldrig igen den politiske stemme, som de hidtil havde haft.
Instruktørene Max Kestner og Anna Lindenhoff Elming var selv med i LOE i 1985. I denne dokumentarfilm vender de tilbage til den historiske konflikt gennem arkivmateriale og nutidige interviews med datidens centrale personer. Og fremmaner dermed også et miniaturebillede på al politisk kamp om magt.